# De man met de hoed (roman)
De man met de hoed was de eerste Nederlandstalige roman die online als hyperboek verscheen. Pauline van de Ven, Paul Vitányi en Eisjen Schaaf ontwierpen een lay-out waarbij de individuele pagina's van de historische roman aan een multimedia-laag werden gekoppeld waar lezers eigen herinneringen in de vorm van brieven, foto's, muziek of film konden bijdragen. Het project werd mede gefinancierd door het Letterenfonds. Aanvankelijk was de romantekst ook in de multimedialaag opgenomen, maar die werd verwijderd toen de koppeling van tekst en beeld een zappende manier van lezen bleek op te roepen waarbij het beeld centraal kwam te staan. Roman en hyperboek verschenen gelijktijdig in september 2006.